# 귀향 (2016년 영화)
《귀향》(鬼鄕, Spirit's Homecoming)은 2016년 2월 24일에 개봉한 대한민국의 드라마 영화이다.
조정래 감독이 2002년 나눔의 집 봉사활동을 통해 만나게 된 일본군 '위안부' 피해자 강일출 할머니의 실화를 배경으로 하였다.
미국, 일본, 한국에서 시사회를 열었는데 관객들의 뜨거운 호평을 받았다. 개봉부터 6일 연속 박스오피스 1위를 기록 중이다.

## 줄거리
1943년 제2차 세계대전, 일본군에 의해 열네 살 정민(강하나 분)은 영희(서미지 분)를 비롯한 수많은 아이들과 함께 기차에 실려 차디찬 전장 한가운데로 끌려간다.
그곳에서 그들을 맞이한 것은 일본군과 끔찍한 고통과 아픔뿐이다.

## 캐스팅
- 강하나 : 정민 역
- 최리 : 은경 역
- 손숙 : 영옥 (영희) 역
- 서미지 : 영희 역
- 정인기 : 정민 부 역
- 오지혜 : 정민 모 역
- 정무성 : 기노시타 역
- 차순형 : 요시미 역
- 홍세나 : 옥분 역
- 김시은 : 분숙 역
- 백수련 : 송희 역
- 남상지 : 자이오페이 역
- 이승현 : 다나카 역
- 김민수 : 노리코 역
- 류신 : 요시오 역
- 임성철 : 류스케 역
- 김인식 : 하마다 역
- 유제형 : 일본군 역
- 지윤재 : 사이토우 역
- 박근수 : 박만이 역
- 박충환 : 히로세 역
- 노지용 : 고다마 역
- 윤정로 : 쿠로다 역
- 김신광 : 마츠다 역

## 제작
2015년 4월 15일부터 6월 22일까지 경기도 포천시, 연천군, 양평군, 경상남도 거창군 등에서 총 43회 촬영이 진행되었다.
출연 배우 손숙은 출연료를 받지 않고 출연하였으며, 흥행에 따라 발생하는 자신의 수익을 위안부 할머니들을 위해 기부하겠다고 밝혔다.

## 반응

### 흥행
25억 원의 제작비로 제작된 《귀향》은 2016년 2월 29일 기준으로, 79억 4천 만원의 수익을 기록하였다.
2016년 2월 24일 대한민국의 극장에서 개봉하였는데 개봉 첫 날 507개의 스크린에서 상영되어 15만 4천여명을 동원하며, 9억 3천의 수익을 기록하였다. 개봉 첫 주에는 105만 명을 동원하며 79억 원의 수익을 기록하였다.
귀향은 점점 미디어의 흐름을 타고 위안부라는 가슴 아픈 역사적 사건에 대해 말하고 있는 점에서 사람들의 관심을 이끌어냈고 개봉한지 약 3주만에 누적관객수를 300만명을 돌파하였다. 이러한 호응을 바탕으로 미국, 중국 등에서도 개봉한다.

## 수상
- 2016년 제21회 춘사영화상 관객이 뽑은 최고인기 영화상
- 2016년 제36회 황금촬영상 촬영신인상 - 김상협
- 2016년 제36회 황금촬영상 신인감독상 - 조정래
- 2016년 제36회 황금촬영상 신인여우상 - 서미지
- 2016년 제3회 한국영화제작가협회상 kreative thinking상
- 2016년 제53회 대종상 신인감독상 - 조정래
- 2016년 제53회 대종상 여자 뉴라이징상 - 최리